# Olaf Nicolai

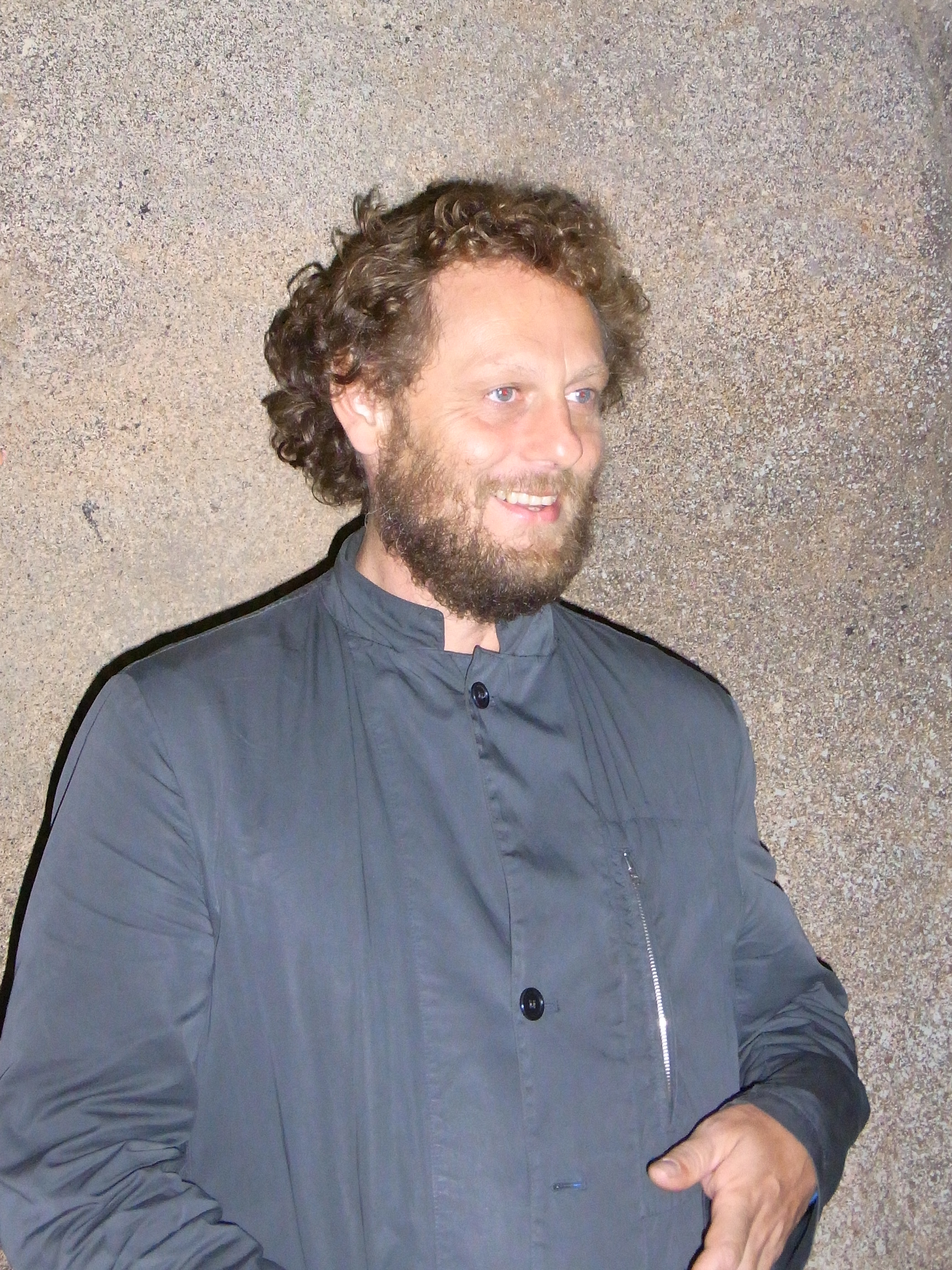
Olaf Nicolai bei der Eröffnung seines Kunstwerks „Monument for a Forgotten Future“ bei der Emscherkunst.2010

Olaf Nicolai (* 1962 in Halle (Saale)) ist ein deutscher Künstler, der von einem konzeptuellen Ansatz aus mit unterschiedlichsten Medien arbeitet.

## Leben
Nicolai wuchs in Karl-Marx-Stadt, heute Chemnitz, auf. Sein Bruder ist der Künstler und Musiker Carsten Nicolai.
Olaf Nicolai absolvierte von 1983 bis 1988 ein Studium der Germanistik mit anschließender Promotion an der Universität Leipzig. Das Thema seiner Doktorarbeit mit dem Titel Geste zwischen Expression und Kalkül. Zur Poetik der Wiener Gruppe, worin er die Spannung zwischen Ausdrucksformen und ihre strategische Umsetzung untersuchte, findet sich auch in seinem eigenen künstlerischen Werk. Seit Anfang der 1990er Jahre ist er mit Gruppen- wie mit Einzelausstellungen an inzwischen fast allen wichtigen Orten des zeitgenössischen Kunstgeschehens präsent. Olaf Nicolai war sowohl auf der Documenta X (1997) wie auf den Biennalen 49 und 51 von Venedig (2001 und 2005) vertreten. Er erhielt mehrere Stipendien, darunter das der Villa Massimo in Rom (1998). 1996 bekam er den Botho-Graef-Preis, 1999 den Bremer Kunstpreis und im Jahr 2002 wurde er mit dem Kunstpreis Junge Stadt sieht junge Kunst der Stadt Wolfsburg ausgezeichnet. Für seine gemeinsam mit Frank Bretschneider realisierte Arbeit In The Woods There Is A Bird… erhält Nicolai 2017 den Karl-Sczuka-Preis. Im Mai 2018 erhielt er den Wilhelm-Loth-Preis der Stadt Darmstadt.
Seit 2011 ist Olaf Nicolai Professor für Bildhauerei und Grundlagen des dreidimensionalen Gestaltens an der Akademie der Bildenden Künste München.
Olaf Nicolai ist Mitglied im Deutschen Künstlerbund. Er lebt und arbeitet in Berlin-Prenzlauer Berg.

## Werk

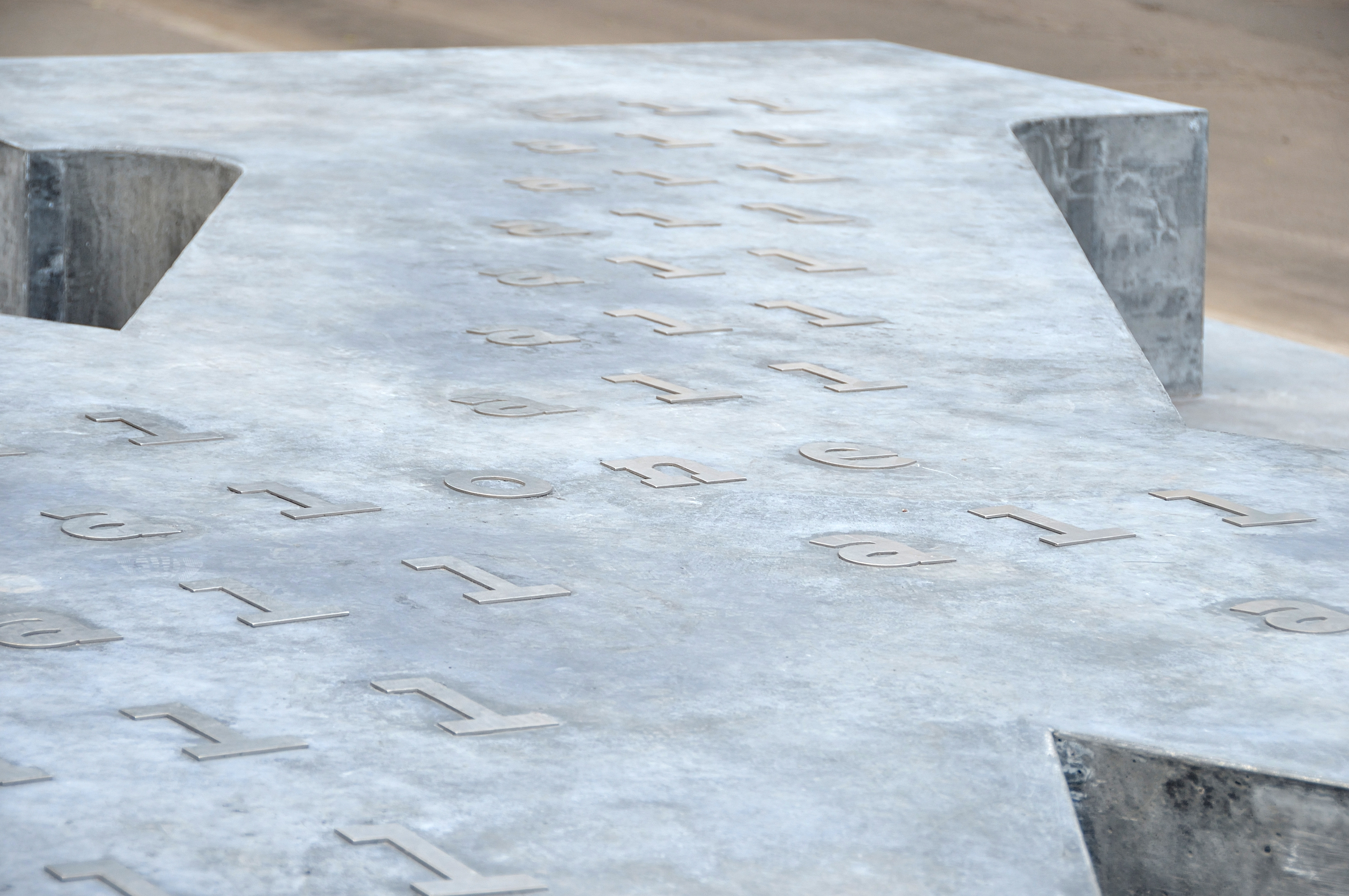
Denkmal für die Verfolgten der NS-Militärjustiz in Wien (Foto: 2014)

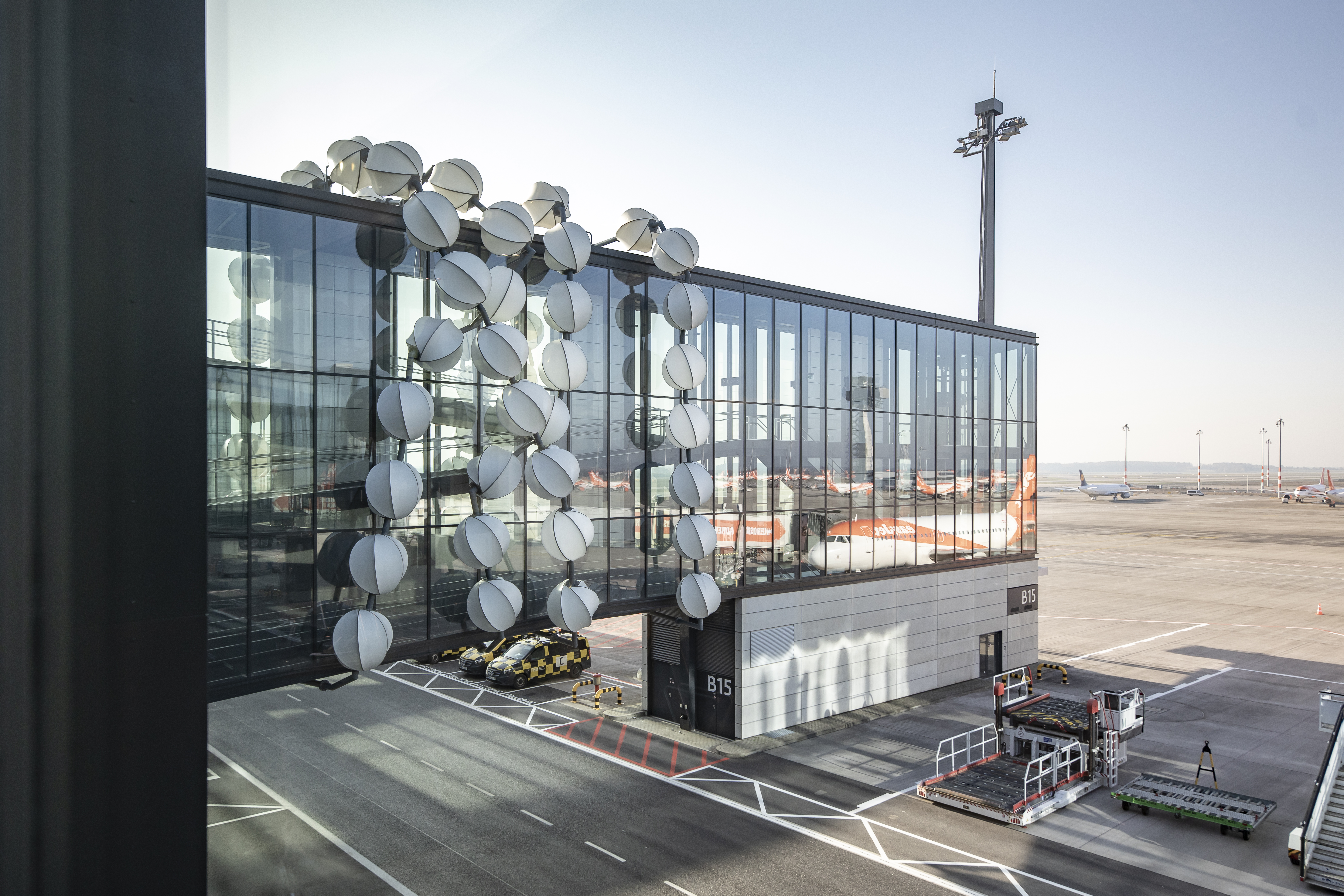
„Gadget“ am Flughafen Berlin Brandenburg (Foto: 2020)

Der Künstler arbeitet mit den unterschiedlichsten Materialien. Er kreiert künstliche Landschaftsräume, vergrößert Konsumgegenstände ins Gigantische und arbeitet mit entfremdeten Werbegrafiken. Die Wiederholung ist ein wichtiges Arbeitsprinzip, zum einen werden bekannte Motive in neue Zusammenhängen gestellt, zum anderen geht es Nicolai um das Wiederholen von Bildern aus der Erinnerung.
Der Künstler arbeitet insofern konzeptuell, als er Fragen der Natur- und Geisteswissenschaften erforscht und in einem ästhetisch konstruierten und damit neuen Kontext erfahrbar zu machen versucht; die Gegensätzlichkeit von Natur und Kunst, beziehungsweise von Natürlichkeit und Künstlichkeit, stehen dabei nicht selten im Vordergrund. Mit seinem intellektuellen Ansatz zielt der Künstler auf eine dem Betrachter durchaus vertraute Alltagswelt, deren Wahrnehmung er in seinen Werken steuert; nur selten gewinnt die Expression gegenüber dem Kalkül die Oberhand.
In seinen Naturbildern oder Landschaftsräumen ist die Natur, ähnlich wie die Kultur, nur noch als Kunst-Produkt vorhanden. So kreierte er für die Documenta X eine Landschaft als Interieur. Auf handlichen Felsbrocken – verteilt im Raum – spross eine Art Bonsai-Gebirgswelt. Hinter dieser zerlegten Natur, an der Wand auf der Tapete, war die Vegetation zum Ornament erstarrt. Das Tonband produzierte dazu virtuell-naturalistisches Vogelgezwitscher.
In mehreren Arbeiten konfrontiert der Künstler „sozialistische Ideale unmittelbar mit ihrem erklärten Feindbild, der kapitalistischen Marktwirtschaft, und formuliert damit eine Ambivalenz und Widersprüchlichkeit zwischen gesellschaftsutopischen, pragmatisch-politischen, konsumistischen und ästhetischen Aspekten.“ (Ausstellungsankündigung – Galerie für Zeitgenössische Kunst, Leipzig) In Lenin: 8 qm steht der Verweis auf die sozialistische Idee der Umverteilung des Privateigentums dem schillernden, dem kapitalistischen Luxus entlehnten Paillettenstoff entgegen. Aus dem Namen Lenin, Symbol für soziale Utopien und Veränderungen, wird eine beliebige Produktbezeichnung. In der Arbeit Die Flamme der Revolution, liegend (in Wolfsburg) (2002) bezieht sich Nicolai auf eine Plastik der DDR – Monumentalkunst aus seiner Heimatstadt Halle/Saale aus dem Jahre 1967. Die dortige 24 Meter hohe und aus hyperbolischen Schalen zusammengesetzte Betonplastik transformierte er als Verkleinerung in die westdeutsche Stadt Wolfsburg, die selbst Symbol für die kapitalistische Produktion ist, und legte sie nach links gedreht auf den Boden. Das einstige Symbol des Sozialismus schrieb sich auf diese Weise selbsterklärend in eine zeitgenössische kapitalistische Verwertungslogik ein.
2010 zeigte die Kestnergesellschaft in Hannover seine Werke mit dem Titel Faites le travail qu’accomplit le soleil unter anderem mit einer mehrflächigen, spiegelnden Skulptur unter der gläsernen Kuppel des Ausstellungshauses.
2011 fand im Treppenhaus der Pinakothek der Moderne in München die Performance-Reihe Escalier du Chant statt, für die 12 Komponisten jeweils Lieder zu aktuellen politischen Ereignissen komponiert hatten.

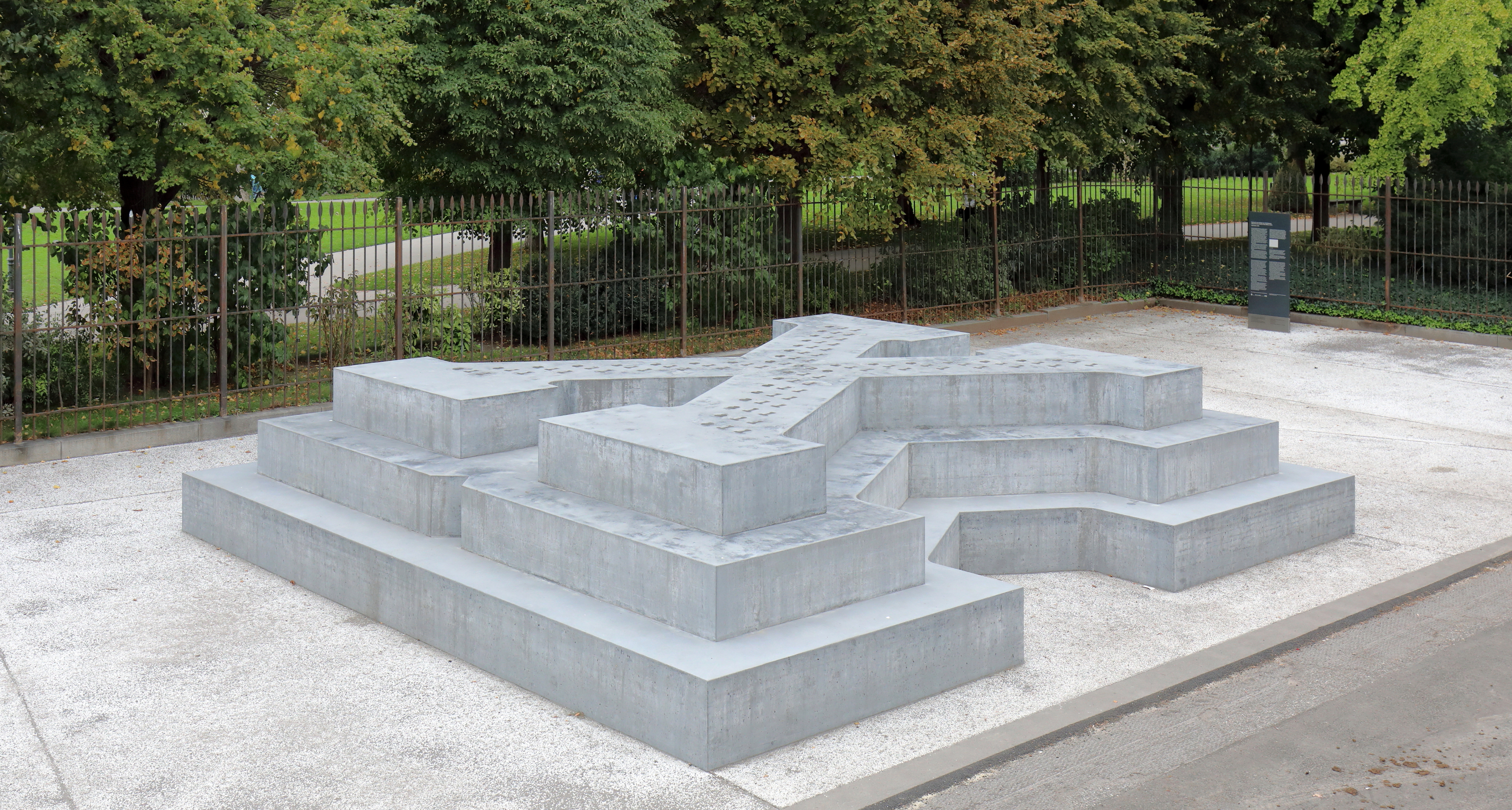
Deserteursdenkmal in Wien (Foto: 2017)

Aus dem 2012 von der Stadt Wien ausgeschriebenen Wettbewerb für ein Denkmal für die Verfolgten der NS-Militärjustiz in Wien ging Nicolai als Erstprämierter hervor. Sein Entwurf für das Denkmal am Ballhausplatz wurde am 24. Oktober 2014 durch Bundespräsident Heinz Fischer offiziell enthüllt. Es besteht aus einer begehbaren Treppenskulptur in X-Form und der repetierenden Aufschrift „all alone“, was einem Gedicht des schottischen Dichters Ian Hamilton Finlay entnommen ist.
Das Städel Museum in Frankfurt am Main zeigt im Skulpturengarten Nicolais 2012 entstandene Skulptur Shutter’s Lullaby/Ellipse for Städel.
2020 hat Nicolai im Museo d’Arte Contemporaneo di Roma ein Museum as Bureau of Communication eingerichtet; so kann der digitale Museumsbesucher an einen Adressaten seiner Wahl per E-Mail Texte zuschicken. Kuratoren wiederum wählen je nach Text ein passendes Bildmotiv aus den Beständen des Museums aus. In dieser kuratorischen Praxis der Postkarten on demand stellt – im Gegensatz zur klassischen Postkarte – das Bild einen Bezug zu den Texten her.
Das 2023 von Nicolai geschaffene Kunstwerk Radiate from beyond the measured borders of time war das erste, das seit der Zeit August des Starken ausdrücklich für das Dresdner Grüne Gewölbe und seine Räume geschaffen wurde. Anlass war der Auftakt zum 300-jährigen Jubiläum des barocken Schatzkammermuseums.